# どせいさん
どせいさん（英: Mr. Saturn）は、任天堂から発売されたコンピューターRPG『MOTHER』シリーズに登場する架空のキャラクターである。

## 特徴
どせいさんは、コンピュータRPG『MOTHER2 ギーグの逆襲』と『MOTHER3』（以下、『2』『3』と表記）に登場する種族。『2』では「サターンバレー」、『3』では「どせいだに」という集落で暮らしている。人間社会でこっそり生活する者や、集落から出て活動する者もいる。
丸みを帯びた体型に、大きな鼻と猫のようなひげ、太めの眉毛、2本の足が付いている。頭に伸びた一本の毛には、赤いリボンが結び付けられている。主人公の名を「いいなまえ」と評し、人間の個別の名前についての知識や理解がある。
「どせいさん語」という独自の言語を用いる。一般的な日本語に近いものの言い回しはかなり独特。台詞は特殊な形をした平仮名の専用フォントで表示されるが、これは、MOTHERシリーズの作者である糸井重里の娘が4～5歳のころに書いた文字を基にしている。『2』の北米版『EarthBound』ではアルファベットを崩した専用フォントで表示される。『2』と『3』では言葉遣いが微妙に異なり、『2』では「ぷーぷー」「ぽえ〜ん」、『3』では「〜でごじます」「ぽてんしゃる！」などの言葉を発する。
テーブルの上に椅子を配置したり電話機をわざわざ高い所に設置するなど、一般の人間とは異なる感性を持つ。温泉でコーヒーを飲む習慣がある。『3』では「ブタようかん」が好物で、怖い話（想像するだけでも痛くなる話やおぞましい話）をされることを非常に恐れる。
『2』では非常に高い技術力を持ち、「スペーストンネル」と呼ばれる時空間転移装置を容易く作る（しかも2号機の完成後、即座に3号機を完成させる）。『3』では、数羽の鳥のエネルギーで主人公たち全員を運べる装置を作ったり、移動用の機器を作成・改良したりしている。ただ、どのようにして作っているのかは謎である。
「どせいさん」という名前から、宇宙人（土星人）だと思われることもあるが、公式設定では「素性は不明」とされている。
糸井重里によると、どせいさんは「イノセント」の象徴で、社会に適合できないけれども実は人並みはずれた力を持っている存在として描かれている。

## MOTHERシリーズ以外の登場作品
星のカービィ スーパーデラックス / 星のカービィ ウルトラスーパーデラックス
モードの一つ「洞窟大作戦」で「どせいさんのぞう」というお宝が登場。価値は120000。
大乱闘スマッシュブラザーズDX
投擲アイテムの一種として登場。放っておくと歩き出し、つかむとジタバタする。相手に当てると「ぷー」という音が出る。当てた際の威力は低いがシールド（ガード時に生じるバリア）を削る効果が極めて高く、スマッシュ投げでぶつけると一撃でシールドブレイクを起こせる。また、どせいさん固有の得点ボーナスがある（どせいさんのみ、どせいさん三匹以上、どせいさんキャッチ）。
大乱闘スマッシュブラザーズX
投擲アイテムの一種として登場。能力は『DX』とほぼ同じ。『X』からはワリオやカービィがアイテムを食べることができるようになったが、どせいさんは食べられない。ピーチは下必殺ワザ「野菜ひっこ抜き」で極稀にどせいさんを地面から引っこ抜くことがある。試合の中で使用するアイテムを選択できる「アイテムスイッチ」画面では「ぽえーん。ぷー。」という説明文が添えられている。また、ゲーム内で登場する『MOTHER2』の主人公ネスのデザインを、どせいさんの絵がプリントされた黒地のシャツを着たものに変更できる。
大乱闘スマッシュブラザーズ for Nintendo 3DS / Wii U
『DX』『X』に引き続き、投擲アイテムの一種として登場。
スーパーマリオメーカー
主人公のマリオが「ハテナキノコ」を取ると、どせいさんの姿をした「キャラマリオ」に変身する。
大乱闘スマッシュブラザーズ SPECIAL
シリーズ前作までと同様に投擲アイテムとして登場。また、ファイターに装備させることができる「スピリット」の一体としても登場しており、アイテムとしてどせいさんを手に持った状態でバトルがスタートするサポータースピリットになっている。

## 関連商品
- MOTHER1+2 どせいさんのほん。 （2003年7月発売、発売元：エンターブレイン、ISBN 4757715390） - 『MOTHER1+2』の発売時期に合わせて発売されたムック。どせいさんのぬいぐるみが付録になっている。
- どせいさんのことば。 （2021年12月発売、発売元：株式会社ほぼ日、ISBN 978-4-86501-633-8） - ゲーム内のどせいさんの言葉を収録した書籍。豆本の「どせいさんのまめぼん。」と、アイロンで貼り付けるワッペンの「どせいさんのワッペン」がセットになっている[5]。

## イベント
- 2010年4月3日に川崎ラゾーナで巨大どせいさん（全長約150cm）が登場し限定ステッカーが配布された[6]。